# Stadi 2010
Stadi 2010 è un DVD di Luciano Ligabue uscito nel 2012 in edicola e contiene varie performance registrate durante le tappe del tour Stadi 2010.

## Band
- Federico Poggipollini: chitarra
- Niccolò Bossini: chitarra
- Corrado Rustici: chitarra in Ci sei sempre stata, Piccola stella senza cielo
- Josè Fiorilli: tastiere
- Kaveh Rastegar: basso
- Michael Urbano: batteria

## Date di registrazione e località
- Brani 1-3 Roma, Stadio Olimpico 9-10 luglio 2010
- Brani 4-5 Firenze, Stadio Artemio Franchi 13 luglio 2010
- Brani 6-8 Milano, Stadio San Siro 16-17 luglio 2010
- Brani 9-10 Padova, Stadio Euganeo 20 luglio 2010
- Brano 11 Messina, Stadio San Filippo 24 luglio 2010
- Brano 12 Salerno, Stadio Arechi 30 luglio 2010
- Brano 13 Pescara, Stadio Adriatico 2 agosto 2010
- Brani 14-16 Oristano, Aeroporto Fenosu 7 agosto 2010
- Brani 17-18 Bologna, Stadio Dall'Ara 4 settembre 2010
- Brani 19-20 Palermo, Velodromo Borsellino 7 settembre 2010
- Brani 21-22 Bari, Arena Vittoria 11 settembre 2010
- Brani 23-24 Torino, Palaolimpico

## Tracce
1. Taca banda
2. Quando canterai la tua canzone
3. La linea sottile
4. Nel tempo
5. Balliamo sul mondo
6. Bambolina e Barracuda
7. Il giorno di dolore che uno ha
8. Atto di fede
9. Certe notti
10. La verità è una scelta
11. Libera nos a malo
12. Le donne lo sanno
13. Sulla mia strada
14. Ci sei sempre stata
15. Piccola stella senza cielo
16. Marlon Brando è sempre lui
17. Il peso della valigia
18. Questa è la mia vita
19. Un colpo all'anima
20. A che ora è la fine del mondo?
21. Urlando contro il cielo
22. Tra palco e realtà
23. Buonanotte all'Italia
24. Il meglio deve ancora venire